# Niedenzuella acutifolia
Niedenzuella acutifolia är en tvåhjärtbladig växtart som först beskrevs av Antonio José Cavanilles, och fick sitt nu gällande namn av W.R.Anderson. Niedenzuella acutifolia ingår i släktet Niedenzuella och familjen Malpighiaceae. Inga underarter finns listade i Catalogue of Life.